# امذراع (مودية)

تعديل مصدري - تعديل

امذراع هي إحدى قرى عزلة مودية بمديرية مودية التابعة لمحافظة أبين، بلغ تعداد سكانها 185 نسمة حسب تعداد اليمن لعام 2004.